# Девід Ґроссман
Девід Ґроссман — американський режисер кіно і телебачення. Найбільш відомий як творець серіалу ABC Відчайдушні домогосподарки, де він також був виконавчим продюсером.
Інші телевізійні режисерські заслуги Ґроссмана включають: Lost, Чудернацька наука (1985), MADtv (1995), Баффі — переможниця вампірів, Ангел, CSI: Місце злочину, Мертві як я, Малькольм у центрі уваги, Еллі Мак-Біл, Підступні покоївки, Помста, Розкажи мені казку, Чому жінки вбивають, 12 мавп, 9-1-1, 9-1-1: Самотня зірка, Назустріч пітьмі, а також комедія «Джордж з джунглів 2» (2003) з Крістофером Шоверманом у головній ролі.